# 5e armée (Union soviétique)
Pour les articles homonymes, voir 5e armée.
La 5e armée est une grande unité de l'Armée rouge créée en mars 1918 au début de la guerre civile russe, puis recréée en avril 1918 (dissoute dès juin), en août 1918 (dissoute en septembre 1922) et en novembre 1922 (dissoute en juin 1924).
Remise sur pied une cinquième fois en 1939, elle fut anéantie par les troupes allemandes lors de la bataille de Kiev en septembre 1941. Re-créée une sixième fois en octobre 1941, elle participa à la défense de Moscou, à la bataille de Rjev, à la 2e bataille de Smolensk, à l'opération Bagration, à la prise de Vilnius et à l'offensive de Prusse-Orientale. Transférée dans l'extrême-Orient russe, elle est finalement engagée contre les Japonais dans l'offensive soviétique de Mandchourie.
Après 1945, la 5e armée soviétique reste en Extrême-Orient, sur la frontière avec la Chine. En 1968, elle est renommée 5e armée combinée du Drapeau rouge (en russe 5-я общевойсковая Краснознамённая армия ; abrégé en 5 OА). Devenue une unité de l'armée de terre russe en 1992, elle est maintenue, mais en sous-effectif. Le réarmement russe à partir de 2007 la remet à un niveau opérationnel, au sein du district militaire est, avec son état-major à Oussouriïsk.

## Guerre civile russe

### Première formation
L'Armée rouge des ouvriers et paysans (Рабоче-крестьянская Красная армия : РККА) est fondée le 15 janvier (le 28 janvier 1918 selon le calendrier grégorien). Cinq armées sont mises sur pied, avec de très faibles effectifs : la 5e armée, commandée par Roudolf Sivers est organisée autour de Koursk, Kharkov et Konotop. Dès le 10 avril, elle est renommée « 2e armée spéciale ».

### Deuxième formation
À la mi-avril 1918, les troupes rouges dans le Donbass (les gardes rouges de la « 1re unité socialiste de Lougansk ») prennent le nom de « 5e armée rouge ukrainienne », sous le commandement de Kliment Vorochilov (natif de Dniepropetrovsk, puis ouvrier à Lougansk). Après avoir défendu brièvement Lougansk face aux Allemands et aux Ukrainiens de Petlioura, cette troupe se replie à partir du 28 avril vers Tsaritsyne. Le 23 juin, l'armée est renommée « groupe de Voroshilov », défendant pour un temps Tsaritsyne.

### Troisième formation
Le nom de 5e armée est redonnée à une unité le 16 août 1918, au sein du front de l'Est responsable des régions de l'Oural, de la Volga et de la Sibérie. Elle reprend Kazan aux S-R (du Komoutch) et aux légions tchécoslovaques le 10 septembre 1918, passe temporairement sous commandement de Toukhatchevski (qui commande alors la 1re armée), puis prend Oufa le 31 décembre, Tcheliabinsk le 24 juillet 1919, Petropavlovsk le 31 octobre, Omsk le 14 novembre 1919, Tomsk le 20 décembre 1919 et Krasnoïarsk le 7 janvier 1920.
La 5e armée est ensuite envoyée intervenir en Mongolie de mai à août 1921 pour en chasser les cavaliers d'Ungern. L'armée est finalement dissoute le 6 septembre 1922 et les troupes dispersées dans le nouveau district de Sibérie orientale.

### Quatrième formation
La 5e armée est de nouveau recréée à Tchita par décision du 16 novembre 1922, à partir de l'« Armée révolutionnaire populaire de la République d'Extrême-Orient ». En charge de l'Extrême-Orient russe, mise sous le commandement de Ieronim Ouborevitch, elle a la charge de faire la chasse aux Blancs et garder Vladivostok, qui vient d'être reprise le 25 octobre 1922. Cette armée est dissoute en juin 1924.

## Seconde Guerre mondiale

### Cinquième formation
La 5e armée est reformée en août 1939 dans le district militaire spécial de Kiev, qui couvre toute la République socialiste soviétique d'Ukraine. En septembre 1939, la 5e armée prend part à l'invasion soviétique de la Pologne, sous le commandement d'Ivan Sovetnikov.
En juin 1941, la 5e armée se compose du 15e corps de fusiliers (45e et 62e divisions), du 27e corps de fusiliers (87e, 125e et 135e divisions), du 9e corps mécanisé (de Rokossovski, avec les 20e et 35e divisions de tanks, ainsi que la 131e division motorisée), du 22e corps mécanisé (19e et 41e divisions de tanks, ainsi que la 215e division motorisée), de la 2e région fortifiée (un tronçon de la ligne Molotov, en construction), de quatre à sept (selon les sources) régiments d'artillerie, de deux régiments de gardes-frontières du NKVD et d'un régiment de sapeurs-pontonniers. L'armée est casernée près de la frontière, au nord-ouest de l'Ukraine, dans la partie annexée sur la Pologne.
Le 22 juin 1941, les forces armées allemandes attaquent, prenant par surprise la 5e armée dispersée au cantonnement : les unités motorisées allemandes foncent vers l'est notamment à la césure entre les 5e et 6e armées soviétiques. Sur ordre du chef d'État-Major général Gueorgui Joukov, des contre-attaques sont lancées du 26 au 30 juin, impliquant les corps mécanisés des 5e et 6e armées soviétiques contre les flancs du Panzergruppe 1 du général von Kleist, dans la zone autour de Loutsk, Doubno et Brody (bataille de Brody). Les unités rouges s'y font détruire, avec un ratio d'un char allemand éliminé pour dix soviétiques.
En juillet 1941, la 11e division blindée allemande prend Berditchev, isolant la 5e armée soviétique, qui doit battre en retraite vers Kiev. Pendant la bataille de Kiev en septembre 1941, l'armée désorganisée se retrouve avec tout le front du Sud-Ouest dans un vaste encerclement, le commandant d'armée (Mikhaïl Ivanovitch Potapov) est blessé puis fait prisonnier, tandis que les dernières unités sont anéanties,.

### Sixième formation

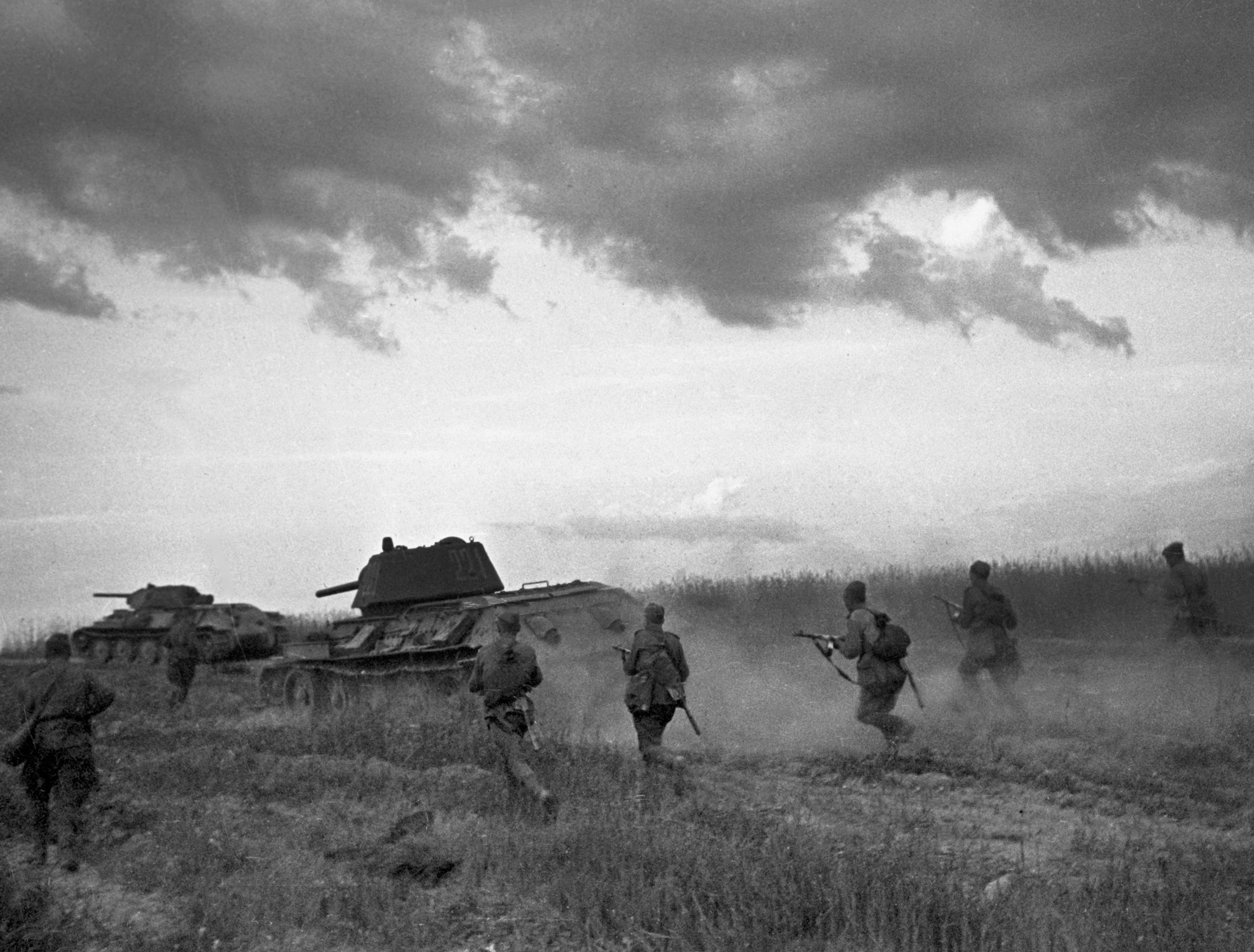
Près de Briansk le 16 septembre 1943 ; photo d'Ivan Chaguine.

La 5e armée soviétique est recréé en octobre 1941 avec comme commandant Dmitri Leliouchenko, au sein du Front de l'Ouest. Pendant la bataille de Moscou, elle se bat en octobre à Borodino (Leliouchenko, blessé, est remplacé par Leonid Govorov) et à Mojaïsk, puis en novembre autour de Kline et Solnetchnogorsk, y arrêtant l'offensive allemande au début décembre 1941. Engagée dans la contre-offensive à partir de la mi-décembre, l'armée reprend Zvenigorod puis Mojaïsk en janvier.
Elle participe ensuite à la seconde bataille de Rjev (l'opération Mars, en novembre-décembre 1942), la seconde bataille de Smolensk (d'août à octobre 1943), l'opération Bagration (de juin à août 1944) jusqu'à la prise de Vilnius (juillet 1944) et enfin la conquête de la Prusse-Orientale, avec notamment l'échec de Gumbinnen en octobre 1944, puis la prise d'Insterbourg et le nettoyage du Samland (l'actuelle péninsule de Kaliningrad) en janvier 1945.
Par un ordre du 20 avril 1945, la 5e armée est transférée en Extrême-Orient russe. Le 5 août, elle fait partie des unités qui forme le nouveau front d'Extrême-Orient, chargé d'attaquer les Japonais. Du 9 au 20 août 1945, elle participe à l'offensive soviétique de Mandchourie.

### Commandants
- 1918 : komandarm Kliment Vorochilov
- 1939 - 1941 : komandarm Ivan Sovetnikov
- 11-17 octobre 1941 : komandarm Dmitri Leliouchenko
- 18 octobre 1941 - 25 avril 1942 : major-général Leonid Govorov
- 25 avril - 15 octobre 1942 : major-général Ivan Fediouninski
- 15 octobre 1942 - 27 février 1943 : colonel-général Yakov Tcherevitchenko
- 27 février - 25 octobre 1943 : colonel-général Vitaly Polenov

## Guerre froide
Après la victoire sur le Japon, la 5e armée soviétique est maintenue à l'est, devenant la plus puissante unité du district d'Extrême-Orient.
En décembre 1991, la CEI remplace l'URSS (accord de Minsk le 8 ; accords d'Alma-Ata le 21 ; dissolution de l'Union le 25 décembre). Les Forces armées soviétiques deviennent les « Forces armées conjointes de la CEI », avant d'être partagées à partir de 1992 entre les différents nouveaux États souverains en fonction de leur lieu de garnison. Les Forces armées de la fédération de Russie sont créées le 7 mai 1992, puis le commandement commun de la CEI est dissous en juin 1993. La 5e armée soviétique devient donc la 5e armée russe, avec des effectifs réduits.

## Armée russe
Depuis la réforme de 2010, le district militaire est dispose de cinq grandes unités pour protéger la Sibérie orientale et l'Extrême-Orient russe : de l'ouest vers l'est, la 36e armée (à Oulan-Oudé, au sud du Baïkal), la 29e armée (à Tchita, en Transbaïkalie), la 35e armée (à Belogorsk, sur les rives de l'Amour), la 5e armée (à Oussouriïsk près de Vladivostok, au bord du Pacifique) et le 68e corps d'armée (à Ioujno-Sakhalinsk, sur Sakhaline).

### Composition
La 5e armée comprend en 2018 les unités suivantes :
- 80e brigade de commandement Vitebskaïa, à Oussouriïsk ;
- 70e brigade de fusiliers motorisés de la Garde (159 MT-LB, 41 T-72B, 11 BTR-80, 4 BRDM-2, 36 2S19 Msta-S, 18 BM-21 Grad, 18 MT-12 Rapira, 12 9P148 Konkours-S, un 9K337 Buk-M1, 6 9K34/35 Strela-10 et 6 ZSU-23-4 Shilka)[6], à Barabach dans le kraï du Primorié ;
- 59e brigade de fusiliers motorisés (120 BMP-1, 41 T-72B, 15 MT-LB, 36 BTR-80, 4 BRDM-2, 36 2S3 Akatsiya, 18 BM-21 Grad, 18 2B11 Sani, 12 MT-12 Rapira, 12 9P148 Konkurs-S, 1 9K37 Buk-M1, 6 9K34/35 Strela-10 et 6 ZSU-23-4 Shilka), à Sergeevka (ru) dans le kraï du Primorié ;
- 57e brigade de fusiliers motorisés de la Garde Krasnogradskaïa (120 BMP-1, 41 T-72B, 15 MT-LB, 36 BTR-80, 4 BRDM-2, 36 2S1 Gvozdika, 18 2B17-1 Grad, 18 2B11 Sani, 12 MT-12 Rapira, 12 9P148 Konkurs-S, 12 9K331 Tor-M2U, 6 9K34/35 Strela-10 et 6 ZSU-23-4 Shilka), à Bikine ;
- 60e brigade de fusiliers motorisés (120 BMP-1, 41 T-72B, 15 MT-LB, 36 BTR-80, 4 BRDM-2, 36 2S19 Msta-S, 18 BM-21 Grad, 18 2B11 Sani, 12 MT-12 Rapira, 12 9P148 Konkurs-S, 12 9K331 Tor-M2U, 6 9K34/35 Strela-10 et 6 ZSU-23-4 Shilka), à Kamen-Rybolov dans le kraï du Primorié ;
- 20e brigade de missiles de la Garde (12 Iskander-M), à Spassk-Dalni ;
- 305e brigade d'artillerie Gumbinnenskaïa (8 BM-27 Ouragan, 18 2S5 Guiatsint-S, 12 MT-12 Rapira et 12 9P149 Chtourm-S), à Oussouriïsk ;
- 8e brigade de missiles antiaériens (27 9K37-M1 Buk-M1), à Oussouriïsk ;
- 25e régiment de protection NBC (3 TOS-1 Buratino, 18 BMO-T pour RPO-A Chmel, véhicules de reconnaissance chimique, véhicules de décontamination et générateurs de fumée), à Sergeevka ;
- 101e brigade de soutien logistique, à Oussouriïsk[7].

La 127e division de fusiliers motorisés a été créée le 1er décembre 2018 à Oussouriïsk en réunissant les 59e et 70e brigades.

### Guerre contre l'Ukraine en 2022
Pour un article plus général, voir Invasion de l'Ukraine par la Russie en 2022.
Si les unités de la 5e armée ne figurent pas parmi les forces russes déployées pendant la crise diplomatique russo-ukrainienne de 2021-2022, trois groupes tactiques de bataillon (BTG) de la 5e armée auraient été identifiés par l'état-major ukrainien au nord-est de l'oblast de Jytomyr au tout début mars 2022.
À partir du 9 avril, les unités de la 5e armée sont identifiées dans le Nord du Donbass, avec la 60e brigade entre Makiïvka et Horlivka, en soutien des troupes séparatistes de la république populaire de Donetsk, ainsi que trois BTG de la 127e division et deux de la 57e brigade, face à Sievierodonetsk.

## Commandants
...
- juin 2008 à janvier 2011 : Alexandre Dvornikov.
- janvier 2011 à février 2013 : Andreï Serdioukov.
- octobre 2013 à septembre 2016 : Alexeï Salmine.
- octobre 2016 à septembre 2017 : Valeri Assapov.
- octobre 2017 à août 2018 : Roman Koutouzov, commandant par intérim.
- août 2018 à septembre 2020 : Oleg Tsekov.
- septembre 2020 - présent : Alexeï Podivilov.